# YouTube Shorts

Logo YouTube Sporty

YouTube Shorts – funkcja w serwisie YouTube pozwalająca publikować filmy w trybie portretowym do 180 sekund długości.

## Przegląd
Funkcja YouTube Shorts jest bardzo podobna do serwisu TikTok. Przed opublikowaniem można edytować film w edytorze YouTube Shorts. Funkcja YouTube Shorts jest głównie przeznaczona na telefony i tablety, lecz może być również używana na komputerach, laptopach i telewizorach..

## Historia
YouTube Shorts pierwszy raz zostało wydane jako wersja beta w Indiach we wrześniu 2020 roku po zakazaniu aplikacji TikTok. W marcu 2021 roku YouTube Shorts zostało wydane w wersji beta w Stanach Zjednoczonych. YouTube Shorts zostało wydane na całym świecie w lipcu 2021 roku.

## Fundusz YouTube Shorts
W maju 2021 roku serwis YouTube ogłosił, że wprowadza Fundusz YouTube Shorts w którym najpopularniejsi twórcy w danym miesiącu dostają wynagrodzenie. Był podobny do Funduszu TikTok.

## Filmy TikToka na YouTube Shorts
W styczniu 2022 roku badanie wskazało, że użytkownicy platformy TikTok kopiowali filmy z TikToka aby je opublikować w YouTube Shorts. Filmy te zdobywały po miliony wyświetleń.